# النمور الصاعقة هاووو
النمور الصاعقة هاووو (بالإنجليزية: Thundercats Roar)‏ هو مسلسل رسوم متحركة تلفزيوني أنتج من أجل كرتون نتورك.
اخرج من قبل المطورين فيكتور كورترايت ومارلي هالبيرن جراسر.

## وصلات خارجية
- النمور الصاعقة هاووو على موقع IMDb (الإنجليزية)
- النمور الصاعقة هاووو على موقع روتن توميتوز (الإنجليزية)
- النمور الصاعقة هاووو على موقع كينوبويسك (الروسية)
- النمور الصاعقة هاووو على موقع قاعدة بيانات الفيلم (الإنجليزية)